# Articulation de la tête costale
Les articulations de la tête costale (ou articulations costovertébrales proprement dites) sont des articulations constitutives des articulations costo-vertébrales entre les côtes et les vertèbres thoraciques.

## Description
Les articulations de la tête costale sont des articulations planes (ou arthrodies).
Elles relient la tête des côtes aux deux demi facettes articulaires costales inférieures et supérieures de deux vertèbres thoraciques voisines ainsi qu'au disque intervertébral les séparant.
Les surfaces articulaires forme un angle dièdre dans lequel la tête costale s’insère.
La côte est maintenue par le ligament intra-articulaire de la tête de la côte qui sépare l'articulation en deux arthrodies. La partie postérieure du ligament est souvent absent et permet une communication entre les deux.
Le ligament radié de la tête de la côte contribue également au maintien de l'articulation.

### Particularités
La première, onzième et douzième côte s'articulent chacune avec une seule vertèbre.

## Galerie

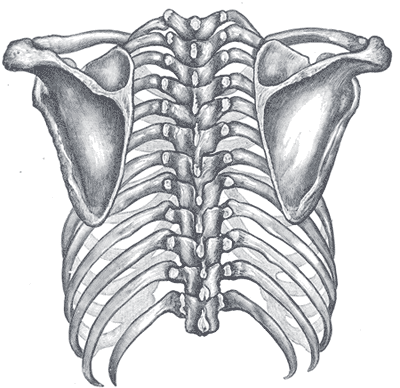
Cage thoracique en vue postérieure.